# المجلس المركزي للمسلمين السابقين

المجلس المركزي للمسلمين السابقين

المجلس المركزي للمسلمين السابقين هي جمعية ألمانية من غير المتدينين، والأشخاص العلمانيين الذين كانوا مسلمين أو من بلد إسلامي. تأسست في 21 يناير 2007  ويوجد بها نحو 100 عضو. ومنذ ذلك الحين فتحت فروعا لها في بريطانيا والدول الإسكندنافية. وأنشئت أيضا اللجنة المركزية للمسلمين السابقين في هولندا وفي أمريكا الشمالية أيضا.

## التأسيس
المجلس تأسس من قبل حوالي 30 مسلم سابق وكان من ضمنهم الناشطة الحقوقية في مجال حقوق المرأة الإيرانية منة أحادي (الرئيس)، التي حكم عليها بالإعدام في عام 1981 في وطنها، والتركية المولد أرزو طوكر (نائب رئيس)، ونور جباري، ابن لرجل دين عراقي.
تأسيس هذه الجمعية كان بمثابة خرق لتابو الردة في الإسلام وهو ما غير مسموح به ويعاقب عليه بالإعدام في عدة دول إسلامية. وحتى الدول لبتي الغيت فيها عقوبة الردة بالإعدام، كان المرتدين ما زالت حياتهم في خطر، حيث ان اقاربهم المسلمين يحاولون قتلهم. وضعت منة احادي تحت حراسة شخصية بواسطة الشرطة الألمانية بعد وصول تهديدات بالقتل لها. قالت احادي انها هي واعضاء اخرين تعرضوا للإرهاب.
اختيار اسم الجمعية كان متعمدا، حيث كان الاسم إشارة إلى اسم المجلس المركزي للمسلمين في ألمانيا، والذي يمثل ما يقرب من 20,000 من أكثر من 3 ملايين المسلمين الألمان، وإشارة إلى أن المجلس المركزي لليهود في ألمانيا.
المجلس المركزي للمسلمين السابقين يتلقى الدعم من مؤسسة جيوردانو برونو في ألمانيا ووفقا لتصريحات الجمعية، تتلقى الدعم أيضا من قبل الرابطة الدولية للا دينيين والملحدين، Bund für Geistesfreiheit München، Humanistischer Pressedienst.

## الأهداف
في 28 فبراير 2007، نشر المجلس المركزي للمسلمين السابقين تفاصيل عن أهداف الرابطة في مؤتمر صحافي في Bundespressekonferenz في برلين.
الأهداف كان مُلهَمه صاحب مبادرة «الإسلام العلماني» وناقد الإسلام ابن الوراق.
حددت اللجنة اهدافها بـ:
- «بدء الحملة التي تنازلنا عنها سابقا، والذي يمكن ان يكون إشارة إلى حملة نسائية سابقة تحت شعار نحن أُجهضنا، هدف الحملة هو نقل افكار التنوير إلى الإسلام. المجلس يريد ان يسلط الضوء على الصعوبات التي تواجه من يترك الإسلام ومساعدة الذين يريدون ترك الإسلام».
- «محاولة توعية الحكومة الألمانية انه ليس كل المهاجرين من البلاد الإسلامية هم مسلمين بغض النظر عن معتقدهم الفعلي. انتقدت منة احادي المؤتمر الإسلامي بألمانيا والذي تاسس بواسطة الحكومة الألمانية في صيف 2006 لعمل هذه الجمعية.»
- «توعية الحكومة الألمانية لوقف التعامل من المؤسسات السياسية الإسلامية مثل المجلس المركزي الإسلامي في ألمانيا، أو Milli Görüs. وفقا للمجلس فان هذه المنظمات وقوفها ضد حقوق الإنسان متأصلا وضد العلمانية والاندماج ولا يجب النظر اليها على انها وسيلة مناسبة للتواصل مع المجتمع المسلم من قبل المحكومة الألمانية».

## مجلس نقد الإسلام
صرحت ارزو توكر في تصريح لها انها تعتبر الشريعة الإسلامية غير مقبولة ومخالفة لكل من حقوق الإنسان وقيم المجتمع الألماني. وفقا لتوكر، فان الإسلام هو عدوا للمرأة حيث انه يذل النساء ويحولهم إلى خدام للرجل. قالت أيضا انها لا ترى فرق بين الإسلام وبين الاصولية والتعصب، حيث انها قالت ان الإسلام بطبيعته راديكالي.
ينتقد المجلس أيضا لمنظمة المظلة في ألمانيا حيث قالوا انها تمثل فقط الإسلام السياسي وليس الغالبية المسلمة في ألمانيا، واتهموهم بانهم مسئولين عن الأحوال المروعة التي يعيش فيها معظم المسلمين في ألمانيا. في كثير من اللقاءات صرحت منة بانه لم يكن من الممكن إصلاح الإسلام حيث انها تنتقد جميع المعتقدات وليس فقط الإسلام ولا ترغب في أن تلغي الدين. المجلس يريد ان يتم التعايش في سلام وتسامح وتعايش مع المسلمين في ألمانيا.

## مجلس المسلمين السابقين في بريطانيا
مجلس المسلمين السابقين في بريطانيا هو الفرع البريطاني للمنظمة، التي تمثل المسلمين السابقين الذين يخشون على حياتهم لأنهم تركوا الإسلام، وقد تم إطلاقها في ويستمنستر في 22 يونيو 2007.
خطط المجلس هو الاحتجاج على الدول الإسلامية التي لا تزال تعاقب المرتدين المسلمين بالقتل في إطار الشريعة الإسلامية. والمجلس يقوده مريم نمازي التي منحت جائزة علماني هذا العام في عام 2005 وواجهت تهديدات بالقتل.
الرابطة البريطانية الإنسانية والمجتمع العلماني الوطني كانوا الرعاة لتدشين ودعم التنظيم.
الناشطين في المنظمة، كثير منهم من المنفيين الإيرانيين، يدعموا حرية انتقاد الدين ونهاية إلى ما يسمونه التهديدات والتخويف الديني.

## بيان
صرح المجلس في تصريح له انه ليس من المرغوب فيه ان يكون ممثلي الإسلام هم منظمات إسلامية رجعية وقادة المجتمع المسلم. حيث انها تمثل اعداد أخرى لا تحصى من المرتدين الذين يخشون من الخروج للعلن بسبب تهديدات القتل. وقاموا «بوقفة لسبب، والحقوق والقيم العالمية، والعلمانية»
وقام المجلس في بيانه بالمطالبة بعدة اشياء مثل الحرية في نقد الدين، فصل الدين عن الدولة، وحماية الأطفال من التلاعب والإساءة بواسطة الدين والمؤسسات الدينية.